# Belgique au Concours Eurovision de la chanson 1995
La Belgique a participé au Concours Eurovision de la chanson 1995 le 13 mai à Dublin, en Irlande. C'est la 39e participation belge au Concours Eurovision de la chanson.
Le pays est représenté par le chanteur Frédéric Etherlinck et la chanson La voix est libre, sélectionnés par la RTBF au moyen d'une finale nationale.

## Sélection

### Finale nationale belge 1995
Le radiodiffuseur belge pour les émissions francophones, la Radio-télévision belge de la Communauté française (RTBF), organise une finale nationale pour sélectionner l'artiste et la chanson représentant la Belgique au Concours Eurovision de la chanson 1995.

#### Finale
La finale belge a lieu le 6 mars 1995 aux studios de la RTBF à Bruxelles.
Dix artistes et leurs chansons respectives ont participé à la sélection. Les chansons sont toutes interprétées en français, l'une des trois langues officielles de la Belgique.
| Ordre | Artiste             | Chanson              | Points | Place |
| ----- | ------------------- | -------------------- | ------ | ----- |
| 1     | Frédéric Etherlinck | La voix est libre    | 58     | 1     |
| 2     | Belinda             | Plus jamais          | 52     | 2     |
| 3     | Teddy Laventure     | Swinguez-vous la vie | 37     | 8     |
| 4     | Power People        | Sileila              | 49     | 3     |
| 5     | Dominique Malerat   | Rien que pour toi    | 27     | 9     |
| 6     | Bea Luna            | L'Univers            | 46     | 4     |
| 7     | Elani               | Pour l'éternité      | 7      | 10    |
| 8     | Largo               | Lola                 | 45     | 5     |
| 9     | Nathalie Lavigne    | Si je m'envole       | 40     | 7     |
| 10    | Valérie Buggea      | Si un jour           | 45     | 5     |

Lors de cette sélection, c'est la chanson La voix est libre, écrite et composée par Pierre Theunis et interprétée par Frédéric Etherlinck, qui fut choisie, accompagnée de Alec Mansion comme chef d'orchestre.

## À l'Eurovision

### Points attribués par la Belgique
| 12 points | Espagne     |
| 10 points | Autriche    |
| 8 points  | Chypre      |
| 7 points  | Royaume-Uni |
| 6 points  | France      |
| 5 points  | Norvège     |
| 4 points  | Israël      |
| 3 points  | Danemark    |
| 2 points  | Grèce       |
| 1 point   | Turquie     |

### Points attribués à la Belgique
| 12 points | 10 points | 8 points | 7 points  | 6 points   |
| --------- | --------- | -------- | --------- | ---------- |
|           |           |          | - Espagne |            |
| 5 points  | 4 points  | 3 points | 2 points  | 1 point    |
|           |           |          |           | - Autriche |

Frédéric Etherlinck interprète La voix est libre en 14e position lors de la soirée du concours, suivant la Hongrie et précédant le Royaume-Uni.
Au terme du vote final, la Belgique termine 20e sur les 23 pays participants, ayant reçu 8 points au total de la part des jurys autrichien et espagnol,.